# Halichoeres melas
Halichoeres melas Randall & Earle, 1994 è un pesce di acqua salata appartenente alla famiglia Labridae.

## Distribuzione e habitat
Proviene dalle barriere coralline del mar Arabico e dell'est dell'oceano Indiano. È una specie che nuota in prossimità della superficie, infatti non si spinge al di sotto dei 10 m di profondità. Nuota nelle zone ricche di coralli.

## Descrizione
Presenta un corpo compresso lateralmente, decisamente meno allungato di altre specie del genere Halichoeres, con la testa dal profilo non molto appuntito. La colorazione è completamente nera, sia sul corpo che sulle pinne, eccetto che per gli occhi, giallastri. La pinna dorsale e la pinna anale sono lunghe e non particolarmente basse, mentre la pinna caudale ha il margine dritto.
La lunghezza massima registrata per questa specie è di 12,1 cm.

## Biologia

### Comportamento
È una specie solitaria.

### Riproduzione
È oviparo e la fecondazione è esterna. Non ci sono cure nei confronti delle uova.

## Conservazione
Questa specie è stata classificata come "dati insufficienti" (DD) dalla lista rossa IUCN perché si sa poco della sua biologia in quanto sono stati trovati pochi esemplari. Visto che questa specie è costiera e nuota in superficie, potrebbe però essere minacciata da diversi pericoli.